# Río Tonalá
Pour les articles homonymes, voir Tonala.
Le Río Tonalá est un important fleuve côtier mexicain, qui prend sa source dans la Sierra Madre de Chiapas et se jette dans le golfe du Mexique. Il est l'un des points d'entrée de l'isthme de Tehuantepec, à un endroit où les terres se resserrent et offrent un point de passage d'un océan vers l'autre, bien que le relief fasse ici obstacle à un axe communication majeur, qui a été établi plus à l'ouest, dans la vallée du Río Coatzacoalcos. Le fleuve se forme à la confluence des rivières Tancochapa, venant du sud, et Zanapa, venant du sud-est.

## Géographie
Le fleuve Río Tonalá prend son nom à la confluence des rivières Tancochapa et Zanapa, qui confluent au sud-est de la ville de Las Choapas. Elles prennent toutes deux leur source sur les piémonts nord du massif de la Sierra Madre de Chiapas, dans les États du Chiapas pour le Río Tancochapa, dans le celui de Tabasco pour le Río Zanapa. L'embouchure du fleuve se situe dans le golfe du Mexique, à hauteur de la petite ville portuaire de Tonalá, dans la municipalité d'Agua Dulce,.

## Histoire
La première exploration européenne du fleuve remonte à 1518, avec l'expédition de Juan de Grijalva, explorateur et conquistador espagnol, qui a précédé d'une année l'expédition et la conquête du Mexique par Hernán Cortés. Le fleuve est alors nommé en l'honneur de son découvreur San Anton.